# Großmutterleite

Häuser auf der Großmutterleite (Fotografie zwischen 1932–1935) von Wilhelm Walther

Die Großmutterleite im Nordosten von Weimar, der Parkvorstadt, ist eine Wohnsiedlung, die vorher Ackergebiet war, wie einem Plan der Stadt Weimar von Johann Valentin Blaufuß von 1824 zu entnehmen ist. Sie geht von der Jenaer Straße, die zugleich Teil der Bundesstraße 7 ist, ab.
Die Bezeichnung Großmutter ist einer Verwandtschaftsbeziehung zu einer Person entlehnt, die 1727 starb und auf dortige Grundstücke übertragen wurde. Seit 1742 gibt es hierfür die Bezeichnung „Großmutter“. Die Bezeichnung Leite wiederum weist auf einen bewaldeten Abhang hin. In der Nähe befindet sich die Altenburg, wo Franz Liszt seinen Wohnsitz hatte. Das benachbarte große Waldgebiet ist das Webicht, das bis Tiefurt reicht. Als weitere Anhöhen in der Nachbarschaft der Großmutterleite sind das „Horn“, an dessen Fuß im Park an der Ilm Goethes Gartenhaus steht, und der „Lindenberg“. Auf dem Gebiet der Großmutterleite, der Leibnizallee wurde 1854–1859 eine Kaserne errichtet, deren Schöpfer Carl Heinrich Ferdinand Streichhan war. Diese ist erhalten und wird als Teil der Hochschule für Musik Franz Liszt Weimar betrieben. Für die Marie-Seebach-Stiftung stellte Großherzog Karl Alexander (Sachsen-Weimar-Eisenach) an der Großmutterleite kostenlos Bauland zur Verfügung.
Der gesamte Bereich der Großmutterleite oder der „Gartenstadtsiedlung Großmutter“ steht auf der Liste der Kulturdenkmale in Weimar (Sachgesamtheiten und Ensembles). Die ursprünglich für Beamte angelegte Siedlung wurde im „Art déco“ errichtet. Es war im Grunde ein Versuch, der Wohnungsnot, die in Weimar zu dieser Zeit herrschte und durch den Zuzug von Beamten verstärkt wurde, zu begegnen. Bevor dieses Gebiet bebaut wurde, befand sich hier ein Fußballstadion des BC Vimaria 1910 Weimar. Von 1925 bis 1929 hatte hauptsächlich der Architekt Ernst Flemming die Siedlung errichtet. Weitere Architekten waren Julius Müller und Johannes Otto Berger.
Auf der Großmutterleite befindet sich ein Kinderspielplatz.
An der Großmutterleite bzw. am Webicht vorbei führt eine Eisenbahnstrecke über das Ilmviadukt, das als technisches Denkmal bezeichnet wird. Dieses steht auch auf der Liste der Kulturdenkmale in Weimar.